# Lebrecht Steinmüller

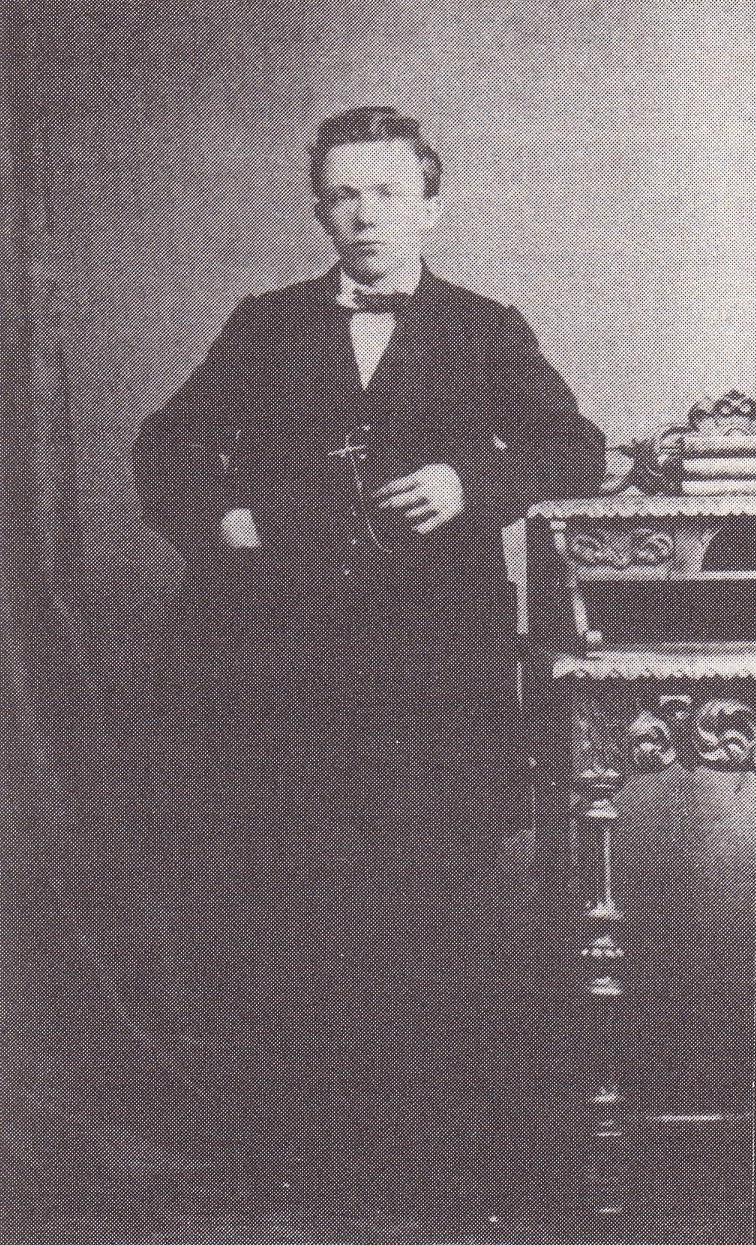
Lebrecht Steinmüller 1861

Carl Lebrecht Steinmüller (* 6. Juli 1838 in Gummersbach; † 12. Januar 1899 ebenda) war ein deutscher Ingenieur und Mitbegründer der L. & C. Steinmüller GmbH.

## Leben
Lebrechts Vater, der Musiklehrer Peter Wilhelm Eberhard Steinmüller, heiratete im Jahre 1835 Wilhelmine Heuser, die Tochter eines Gastwirts aus Gummersbach. Um das knappe Einkommen aufzubessern, eröffnete Lebrechts Mutter zusätzlich zu der Musikalienhandlung ihres Mannes einen Kramladen. Da die verkaufte Ware oft nass wurde oder die geklebten Tüten zum Ärger der Kunden durchweichten, hatte Lebrecht die Idee, wasserdichtes Papier mit Hilfe einer Wachsbeschichtung herzustellen und im Jahre 1855 entstand die Papierfabrik Steinmüller.
Lebrecht heiratete am 6. Oktober 1864 Emma Emilie Louise Luyken (1840–1919) und hatte 5 Töchter mit ihr. Ihr Vater, Friedrich Mathias Christian Luyken, besaß in Gummersbach eine Buch- und Zeitungsdruckerei, die später sein Sohn Carl Luyken, Lebrechts Schwager, übernahm.
Im Jahre 1866 übernahmen Lebrecht und sein Bruder Carl Hugo (1840–1909) die Papierfabrik von ihrem Vater und vergrößerten sie. Die 1872 angeschaffte Lokomobile, die eigentlich für den Transport des Papiers von und zum nächsten Bahnhof eingesetzt werden sollte, erwies sich als reparaturanfällig und unbrauchbar. Mehrfach versuchte Lebrecht die Maschine fahrbereit zu bekommen und nahm sie auseinander.
1873 begleitete Lebrecht seinen Schwiegervater auf die Weltausstellung nach Wien, um ihn bei der Anschaffung eines neuen Dampfkessels für die Druckerei zu beraten. Da keiner der zumeist englischen Kessel geeignet schien, entschloss sich Lebrecht zum Bau eines eigenen Kessels. Schon 1874 war der erste Steinmüller-Kessel geboren, der bis 1883 in Betrieb war und bis in das Jahr 1923 in der Luyken'schen Druckerei stand. Anschließend wurde er vom Deutschen Museum in München in seine Ausstellung übernommen.
Damit hatte sich neben der Papierherstellung das Geschäftsfeld des Dampfkessel- und Anlagenbaus etabliert, das schnell dominant wurde und den internationalen Ruf von L. & C. Steinmüller begründete.